# رودوالد (شاه لمبارد)
رودوالد (انگلیسی: Rodoald; زاده ۶۳۷ - درگذشته ۶۵۳) یا رادوالد پادشاه لمباردها و پادشاه ایتالیا پس از درگذشت پدرش روتاری از سال ۶۵۲ میلادی حکومت کرد. او از معتقدان به مذهب آریانیسم بود (آریانیسم (به فرانسوی: Arianisme) یک مکتب فکری دینی است که توسط آریوس (۲۵۰–۳۳۶ میلادی)، کشیشی از اسکندریه مصر، به وجود آمد. این اعتقاد بیشترین تمرکزش روی موضوع تثلیث بود. این مکتب بر این تفکر بود که فرزند (عیسی) در واقع مخلوق پدر (خدا) است و دارای مقام الوهیت نیست. آریانیسم با وجود طرفدارانی که در اولین شورای نیقیه داشت در سال ۳۲۵ توسط همان شورا عقیده‌ای کفرآمیز شناخته‌شد) او نهایتاً در سال ۶۵۳ میلادی درگذشت.

## پادشاهی
معروف است که وی فردی شهوت پرست بود و تنها شش ماه پس از پادشاهیش توسط همسر یکی از معشوقه‌هایش کشته شد روایت دیگری (پل شماس) نیز مدت سلطنت وی را پنج سال و هفت روز دانسته‌است پس از وی آریپرت کاتولیک که مخالف مذهب آریانیسم بود با حمایت کلیسای کاتولیک به سلطنت رسید.